# Bartramia submarchica
Bartramia submarchica là một loài rêu trong họ Bartramiaceae. Loài này được Besch. Müll. Hal. mô tả khoa học đầu tiên năm 1900.